# خانم شب و روز
خانم شب و روز (انگلیسی: Miss Night and Day; کره‌ای: 낮과 밤이 다른 그녀) یک مجموعه تلویزیونی محصول کره جنوبی با بازی لی جونگ اون، جونگ اون جی و چوی جین هیوک است. این مجموعه از ۱۵ ژوئن تا ۴ اوت ۲۰۲۴، روزهای شنبه و یکشنبه ساعت ۲۲:۳۰ (کی‌اس‌تی) از جی‌تی‌بی‌سی پخش شد. این مجموعه همچنین برای استریم در نتفلیکس در مناطق منتخب قابل دسترسی است.

## بازیگران

### اصلی
- لی جونگ اون در نقش لیم سون[۵]
- جونگ اون جی در نقش لی می جین[۵]
- چوی جین هیوک در نقش گِه جی وونگ[۶]
- بک سو هو در نقش گو وون[۷]